# La Motte-d'Aveillans
La Motte-d'Aveillans är en kommun i departementet Isère i regionen Auvergne-Rhône-Alpes i sydöstra Frankrike. Kommunen ligger i kantonen La Mure som tillhör arrondissementet Grenoble. År 2022 hade La Motte-d'Aveillans 1 727 invånare.

## Befolkningsutveckling
Antalet invånare i kommunen La Motte-d'Aveillans
Referens:INSEE